# 萬鈞匯知中學
萬鈞匯知中學（英語：Man Kwan QualiEd College）為香港西貢區調景嶺的一所直資中學，前身為創立於1981年的伯裘女子中學，於2003年更名及遷入現址。

## 歷史
萬鈞匯知中學前身為「伯裘女子中學」，更前身為伯裘書院的分校，於1981年在大埔創立，並於1991年遷入位於美孚新邨的校舍，並改為只收女生。至1999年，此校由政府買位的私立中學，轉營為受直接資助計劃津貼的中學，並一直維持至今。
2000年，同系的匯知專業持續教育書院亦正式在伯裘女子中學成立，並共用校舍，以開辦供在職人士就讀的證書課程。
由於原有校舍租約於2003年屆滿，此校於2001年以「匯知教育機構」的名義，申請位於調景嶺的新建校舍遷校，並於同年獲得批准。兩年後，伯裘女子中學連同匯知專業持續教育書院遷入現址，並改名為「匯知中學」，而原來的學生亦一併遷入新校繼續就讀。與此同時，匯知中學亦恢復為兼收男女生。
而在申請新校舍的同時，此校原先亦擬同時申請毗鄰天主教聖安德肋小學的小學校舍，並與此校結為「一條龍學校」。然而，該校舍僅供既有半日制小學轉全日制，計劃因而告終。
2009年12月起，匯知中學與另外兩間關連中學，統一收歸「萬鈞教育機構」；然而，此校直到2020年9月，才相應冠名為「萬鈞匯知中學」。

## 班級及課程
自2020/21年度起，此校一至六年級由4班增至5班，至今共有30班。
在高中選修課方面，可選學科包括物理、生物、化學、企會財-會計、企會財-商業管理、經濟、旅遊與款待、資訊及通訊科技、歷史、中國歷史、視覺藝術，地理以及健康管理與社會關懷。當中，部分選修科目設有中、英文修讀選項，惟修讀英文組必須通過考核關限。

## 歷任管治人員

### 校監
- 容麗珍女士（1981年至2011年，為創始人譚萬鈞夫人；2024年逝世）
- 譚萬鈞教授（2011年至今，同時為此校創始人）

### 校長
- 譚萬鈞教授（1981年-2003年，創校校長及創始人，隨學校遷入調景嶺而退任）
- 陳葒先生（2003年-2009年，第二任及調景嶺校舍首任校長）
- 張志文先生（2009年-2023年，第三任校長）
- 黃建新先生（2023年-2025年，第四任校長）

## 校舍

### 現時校舍
此校現時的校舍為一座後期型中學千禧校舍，佔地8,000平方米，設有30間課室及各種特別室，並與毗鄰的將軍澳香島中學及天主教聖安德肋小學共用一個足球場及車輛入口。曾借出給電影《機動部隊—人性》取景拍攝。

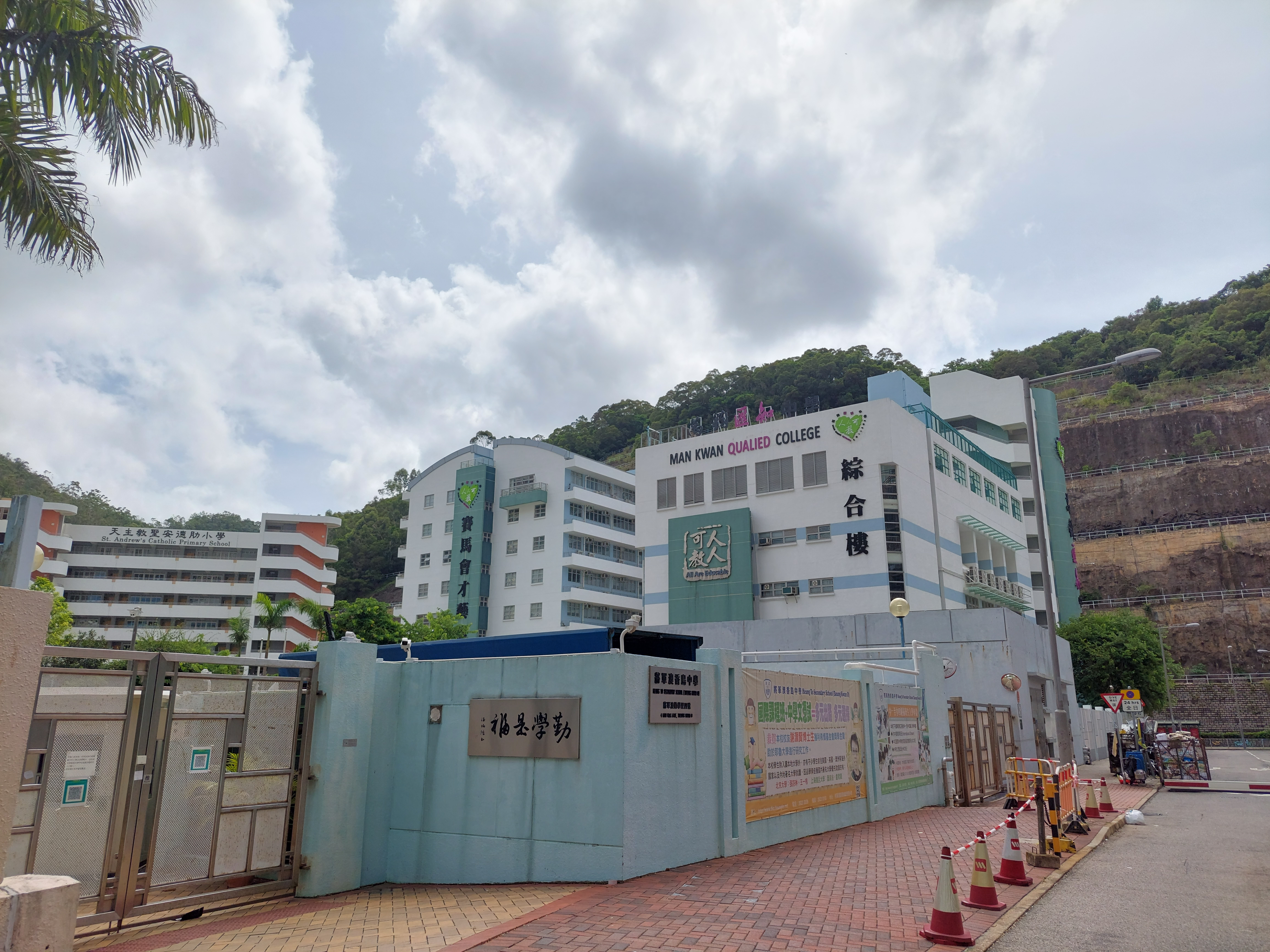
校舍東南面
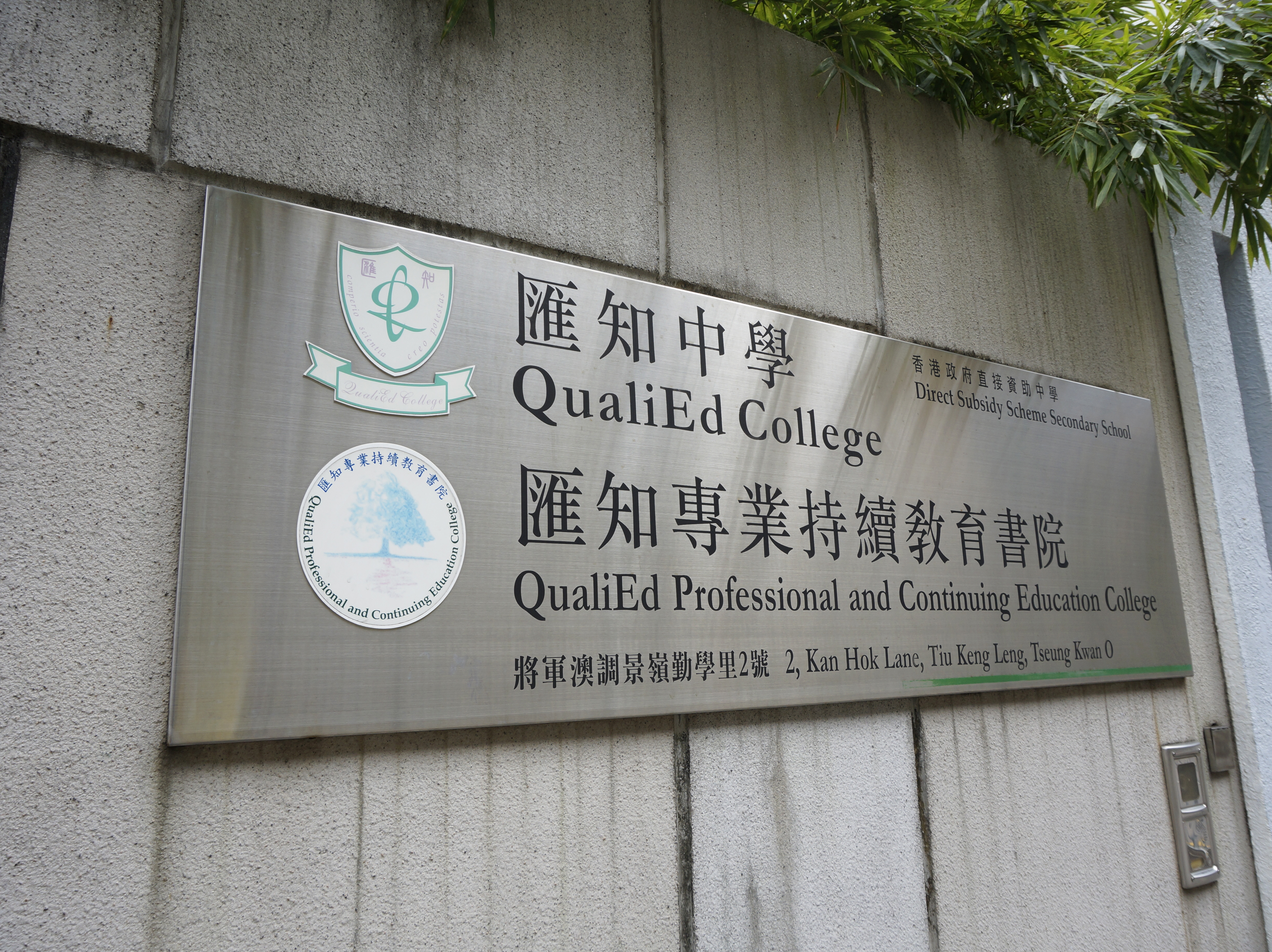
校門門牌

### 美孚舊校舍
舊校舍設於美孚新邨二期百老匯街23號住宅樓宇的基座，共有4層，毗鄰地利亞修女紀念學校（吉利徑）。
由於租約期屆滿及調景嶺新校舍落成，該校舍已於2003年退還予業主，並已經分拆出租，其中一層改作語文補習社。

### 大埔舊校舍
大埔舊校舍位於運頭街，樓高7層。伯裘書院大埔分校於1991年後遷往美孚，隨後舊校舍於1993-2001年間，曾為大埔香島中學校址，直至該校於2001年遷入天水圍為止。該校舍現時為德萃小學校址。

## 著名校友
- 符曉薇：歌手陳栢宇妻子、著名模特兒
- 郭奕芯：香港女演員[15][註 2]
- 任嘉兒：前中西區區議會大學選區區議員
- 陳熙蕊：2019年度香港小姐競選「友誼小姐」
- 林素蔚：香港立法會議員[16]
- 林芊妤：女演員、瑜伽導師、KOL、節目主持

## 外部連結
- （页面存档备份，存于）